# Jerzu
Jerzu är en ort och kommun i provinsen Nuoro i regionen Sardinien i sydvästra Italien. Kommunen hade 3 177 invånare (2017).